# Shirokanedai
 (octobre 2019).
Si vous disposez d'ouvrages ou d'articles de référence ou si vous connaissez des sites web de qualité traitant du thème abordé ici, merci de compléter l'article en donnant les références utiles à sa vérifiabilité et en les liant à la section « Notes et références ».
Shirokanedai (白金台, litt. « socle de platine ») est un quartier aisé de l'arrondissement de  Minato à Tokyo. Il est divisé en cinq blocs (chome). En novembre 2007, sa population était de 10 000 habitants. Son code postal est 108-0071.

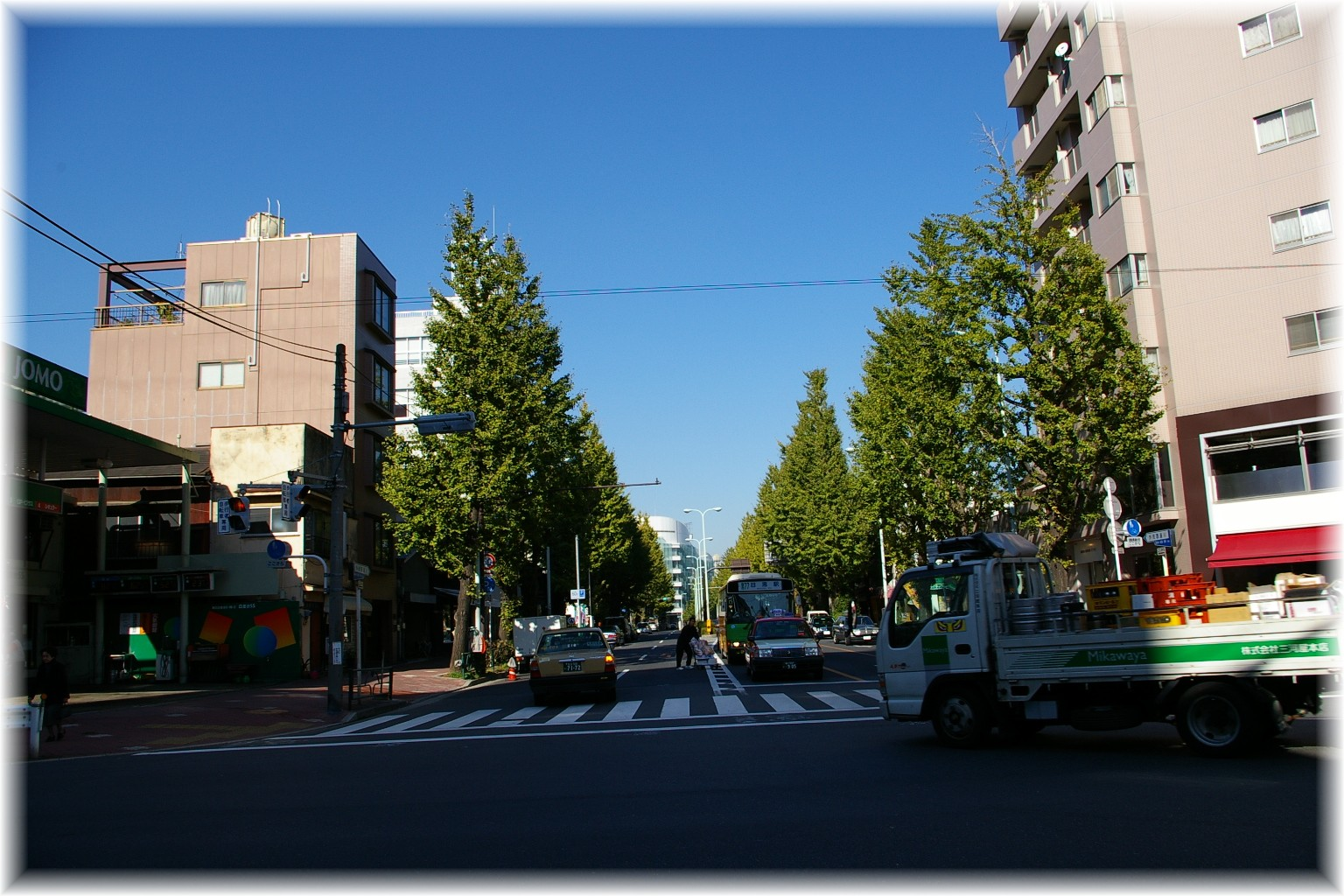
Gaien Nishi-dori, connu populairement sous le nom de Platinum Street.

L'ancien quartier de Shirokanedai, le bourg de Shirokanedai   ne comprenait que la zone très étroite située le long de la Meguro-dori et de l'ancien domaine impérial Shirokane Goryochi.
Le quartier est desservi par les stations de métro Shirokanedai et  Takanawadai.

## Vue d'ensemble

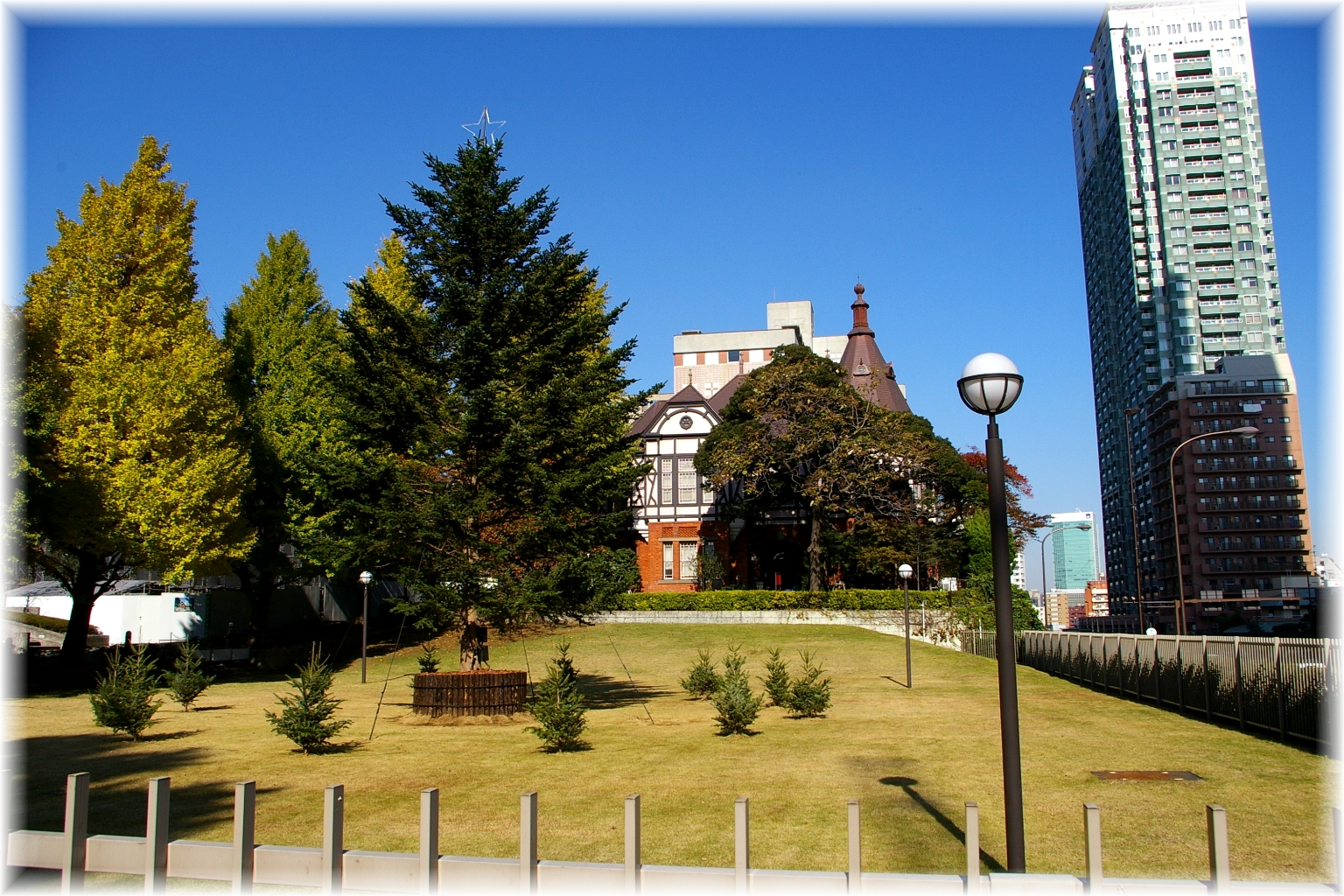
Université Meiji Gakuin.

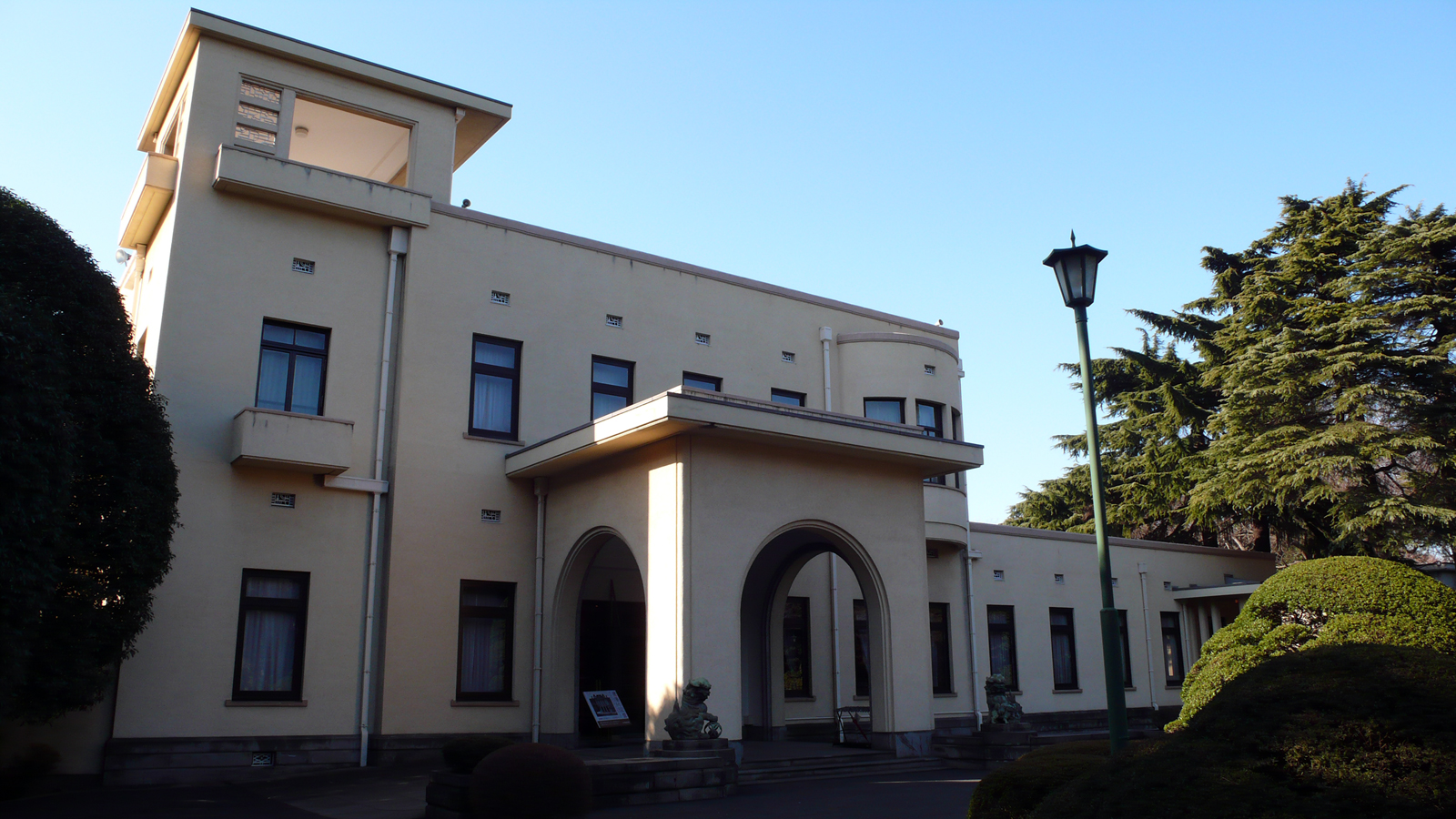
Musée d'art Teien, connu également comme l'ancienne résidence du Prince Asaka.

Situé à l'extrémité sud-ouest de Minato, le quartier de Shirokanedai se trouve entre  Ebisu ,  Kamiōsaki et  Higashigotanda à l'ouest, Takanawa à l'est, et  Shirokane  au nord. Le long des routes Meguro-dori, Gaien Nishi-dori et Sakurada-dori abrite une zone dense de commerces et d'immeubles d'appartements, le reste de Shirokanedai se compose plutôt de zones résidentielles calmes. Shirokanedai abrite actuellement de nombreux espaces verts, mais historiquement Shirokanedai-cho était l'emplacement de l'ancien domaine impérial Shirokane Goryochi (lieu où se situent aujourd'hui un institut pour l'étude de la nature et le  Musée Teien) et de plusieurs institutions nationales comme l'ancien Institut de santé publique et l'ancien Institut des maladies infectieuses  (devenu l'institut des sciences médicales de l'Université de Tokyo). Plus tard, Shirokanedai est devenu l'un des quartiers résidentiels les plus chics de Tokyo. Les femmes y résidant — stéréotypées comme étant riches, oisives et soucieuses de la mode — sont parfois appelées « Shiroganaises » (シロガネーゼ), en référence aux Milanaises. La rue la plus célèbre du quartier est Gaien Nishi-dori, populairement connu comme la « rue Platine », une sorte d'équivalent local de la prestigieuse Via Montenapoleone de Milan. Les restaurants de la rue sont très populaires pour les cérémonies de mariage.
Shirokanedai rassemble l'université Meiji Gakuin, le temple bouddhique Kakurin, Happo-en, ancienne résidence de Fusanosuke Kuhara, le musée des beaux-arts de Hatakeyama et le Tokyo Metropolitan Teien Art Museum.